# Мар'їне (село, Сумський район)
Ма́р'їне —  село в Україні, у Краснопільській селищній громаді Сумського району Сумської області. Населення становить 58 осіб. До 2018 орган місцевого самоврядування — Тур'янська сільська рада.

## Географія
Село Ма́р'їне розташоване на одому із витоків річки Грязний, нижче за течією на відстані 3 км розташоване російське село Графівка. На відстані 1.5 розташоване село Проходи. Село знаходиться на кордоні з Росією.

## Історія
- Село постраждало внаслідок геноциду українського народу, проведеного урядом СССР 1923-1933 та 1946-1947 роках.
- 12 червня 2020 року, відповідно до розпорядження Кабінету Міністрів України № 723-р «Про визначення адміністративних центрів та затвердження територій територіальних громад Сумської області», село увійшло до складу Краснопільської селищної громади[1].
- 19 липня 2020 року, в результаті адміністративно-територіальної реформи та ліквідації Краснопільського району, увійшло до складу новоутвореного Сумського району[2].